# Tamarix dalmatica
Tamarix dalmatica är en tamariskväxtart som beskrevs av Bernard René Baum. Tamarix dalmatica ingår i släktet tamarisker, och familjen tamariskväxter. Inga underarter finns listade.

## Bildgalleri

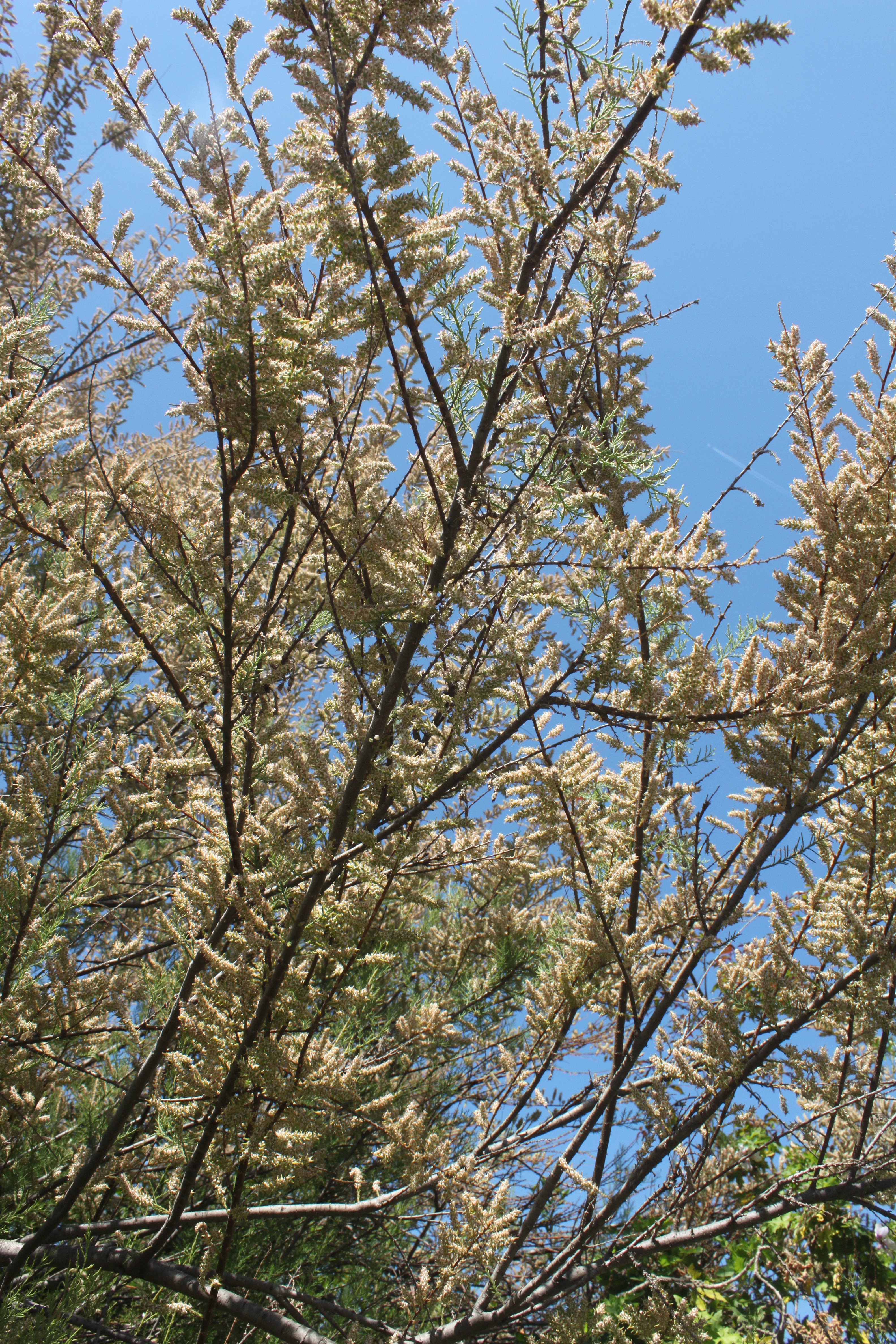
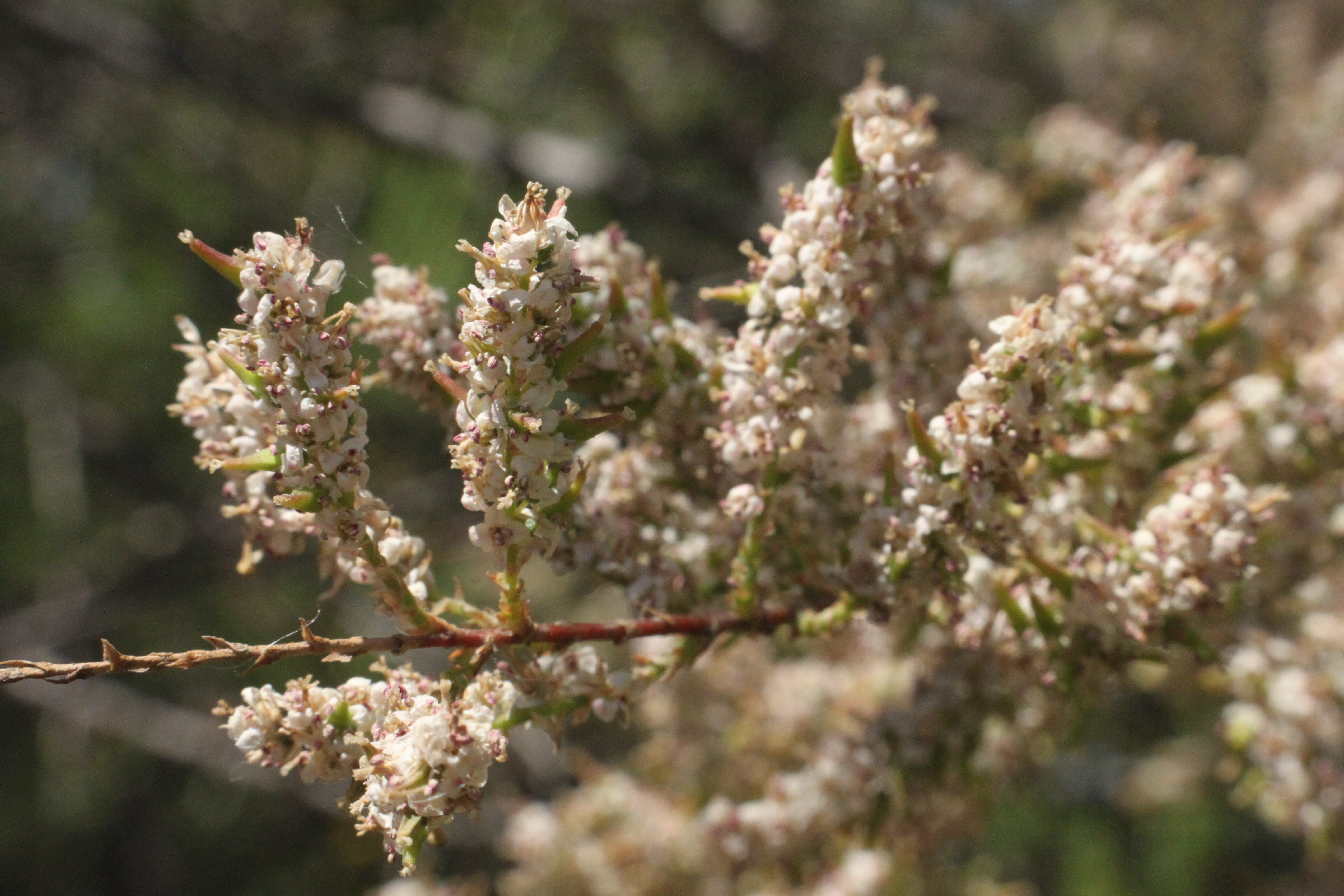